# حارق لاحق

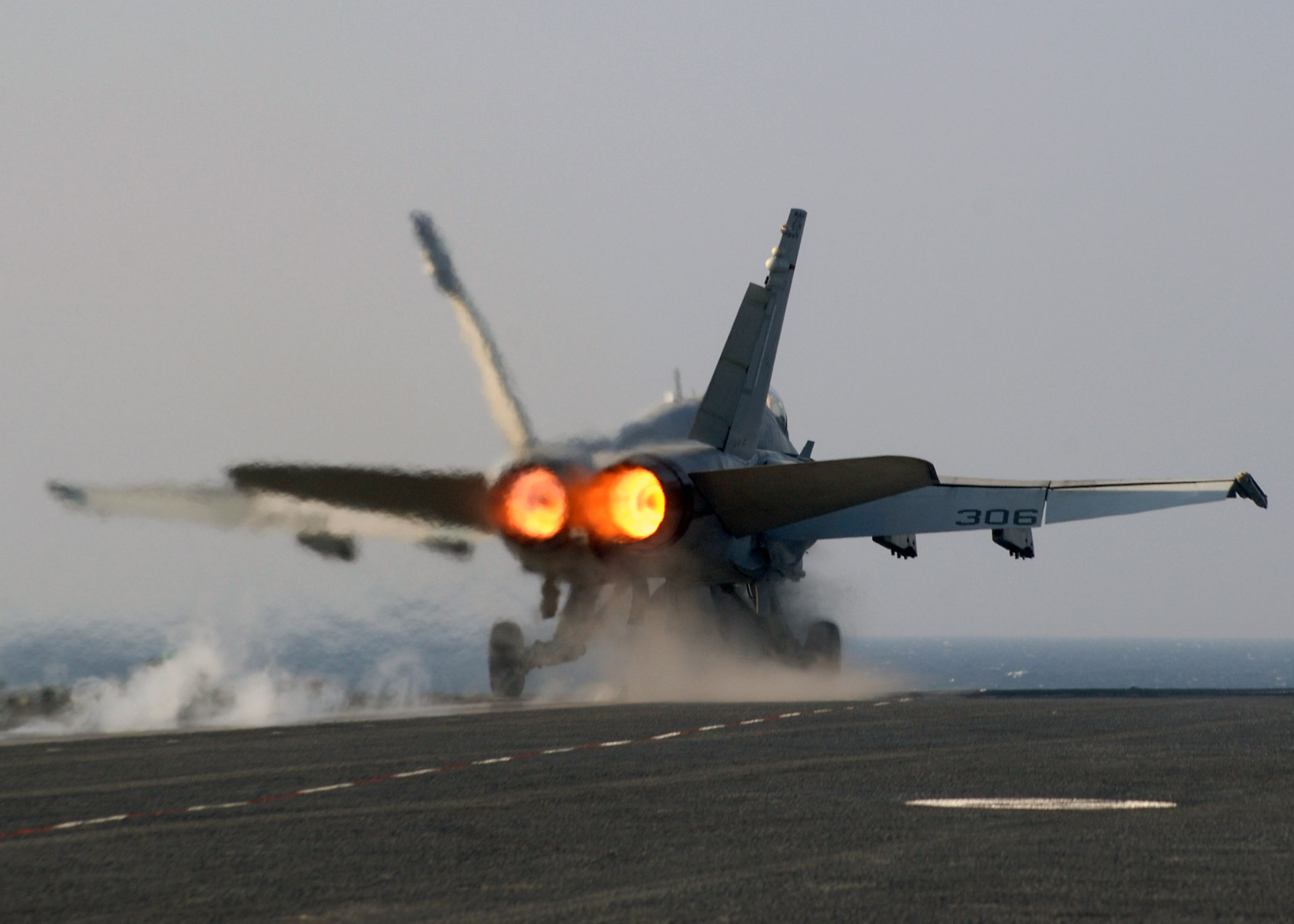
حارق لاحق في مقاتلة اف 18 أمريكية

الحارق اللاحق (بالإنجليزية: Afterburner)‏ في المحركات النفاثة للمقاتلات وحدة إضافية لتعزيز دفع الطائرة ويستعمل في الطائرات التي تتجاوز سرعة الصوت لكن في الطلعات القصيرة حصرا، لان الحارق اللاحق يستهلك كمية عالية من الوقود وكذلك لقلة فعاليته.بدأت الحاجة إلى الحارقات اللاحقة تقل مع بزوغ الجيل الخامس من المقاتلات لقدرتها على تحقيق سرعات فوق صوتية دون الاستعانة بها.

## الفكرة
المحرك النفاث هو محرك يعتمد على رد الفعل مثله في هذا مثل المحرك الصاروخي، يعمل هذان المحركان عن طريق دفع تيار في اتجاه لاكتساب الدفع والتحرك في الاتجاه الآخر، فالمحرك النفاث يحرق الوقود بمساعدة الهواء والذي سيسخن لاحقاً بفعل الوقود المحترق ثم يندفع مع العادم الخلفي (يدعى تيار العادم) ليكسب المحرك دفعا أماميا، تستعمل المحركات الحديثة عنفات لتحسين الكفاءة وتمكينه من العمل عند سرعات منخفضة، حيث يقوم الطرف الأمامي من العنفة بكبس الهواء قبل حقن الوقود في حين يتولى الطرف الخلفي استخراج الطاقة من تيار العادم لتعزيز الدفع وتدوير كباسة الهواء، لذلك فإن المحركات النفاثة ذات العنفات عالية الكفاءة تبقى قدر من الأكسجين داخل تيار العادم دون احتراق.
تعتمد فكرة عمل الحارق اللاحق على استغلال الأكسجين المتبقي داخل تيار العادم إلى أقصى حد، فتقوم بحقن قدرا من الوقود مباشرة داخل تيار العادم لحرقه بالأكسجين المتبقي في تيار العادم.الأمر الذي سيضيف لتيار العادم مزيدا من السخونة، فيندفع التيار بقوة أكبر ما يمنح المحرك دفعا أكبر يصل إلى حدود 50٪ من دفعه الأول أو أكثر، ما يعني أن الحارق اللاحق ليس إلا مجموعة من محاقن الوقود.

### ميزته

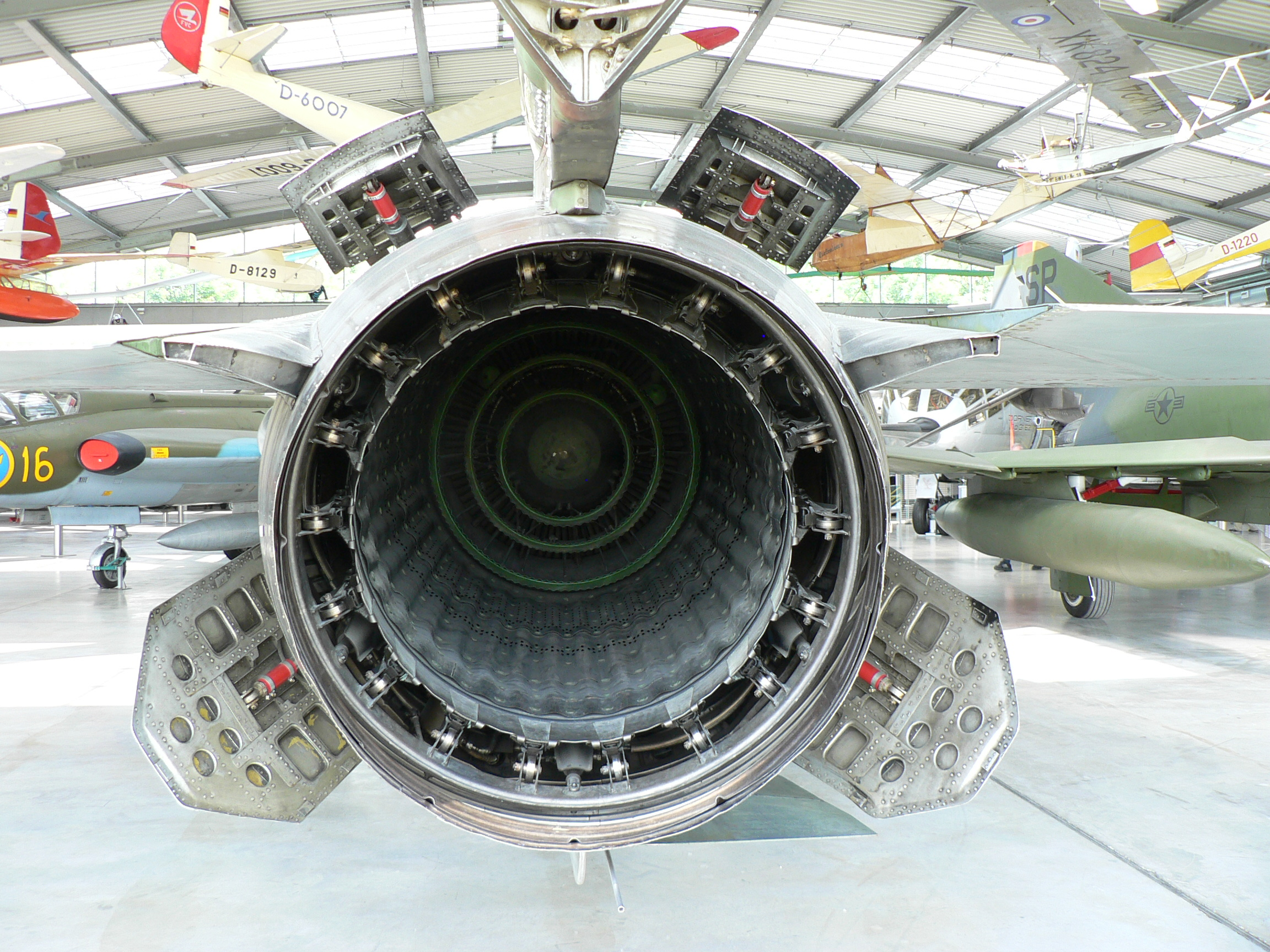
حارق لاحق في مقاتلة ميج 23 روسية.

- تعزيز دفع المحرك النفاث دون إضافة مزيد من الأوزان أو التعقيد.
- إمكانية استعماله عند الحاجة فقط.

### عيوبه
- استهلاك قدر كبير من الوقود لإنتاج طاقة قليلة نسبيا ما يجعله غير فعال.

### استعمال
يستعمل الحارق اللاحق في المقاتلات الحربية لكنه يستعمل بحصافة.أي انه يستعمل عند اقلاع مقاتلة من حاملة طائرات حيث يلزمها قوة ة دفع هائلة لتقلع لان المسافة الممنوحة صغيرة.كما تستعمله الجيوش في الحرب الجوية حيث تستلزم بعض المهمات الطيران بسرعات فوق صوتية لفترة محدودة.لكن مقاتلات الجيل الخامس بوسعها الطيران بسرعات فوق صوتية دون الحاجة إلى حارقات لاحقة.

## إحالات
1. ↑  ((الدفاع)) 216-220 سنة 2004م نسخة محفوظة 20 أبريل 2020 على موقع واي باك مشين.
2. ↑  جريدة القبس نسخة محفوظة 5 مارس 2016 على موقع واي باك مشين.
3. ↑  عمل الحارق اللاحق. نسخة محفوظة 17 سبتمبر 2017 على موقع واي باك مشين.